# Doctor Whore Porn Parody
Doctor Whore Porn Parody ist eine US-amerikanische Porno-Parodie der Science-Fiction-Fernsehserie Doctor Who aus dem Jahr 2014.

## Handlung
Der Film parodiert die Ereignisse und Personen aus dem Doctor-Who Universum und dreht sich um den Sexlord Doctor Whore (Anspielung auf die Timelord Doctor Who im Original) der durch das Universum und die Zeit mit der TARDIS reist, um Geschlechtsverkehr zu haben. Dabei trifft er mit Aliens, Cybermen und andere Charaktere und hat Sex mit seinen Begleiterinnen, wie Rose, Amy oder Martha. 

## Produktion und Veröffentlichung
Der Film wurde von Wood Rocket produziert und vermarktet. Regie führte Lee Roy Myers und das Drehbuch schrieb er zusammen mit A.J. Slater. Drehort war das Mission Control Studio in Las Vegas in Nevada. Erstmals wurde der Film am 21. August 2014 auf DVD veröffentlicht.

## Auszeichnungen
| Preis     | Kategorie                                    | Für                        | Resultat  |
| --------- | -------------------------------------------- | -------------------------- | --------- |
| AVN Award | Best Director – Parody                       | Lee Roy Myers              | Nominiert |
| AVN Award | Best Marketing Campaign – Individual Project | Digital Sin                | Nominiert |
| AVN Award | Best Non-Sex Performance                     | Brian Street Team          | Nominiert |
| AVN Award | Best Parody                                  | Digital Sin                | Nominiert |
| AVN Award | Best POV Sex Scene                           | Ava Dalush, Richie Calhoun | Nominiert |
| AVN Award | Best Screenplay – Parody                     | Lee Roy Myers, A.J. Slater | Nominiert |
| AVN Award | Best Supporting Actress                      | Raylin Joy                 | Nominiert |